# Jeu-Maloches
 Jeu-Maloches  es una población y comuna francesa, en la región de  Centro, departamento de Indre, en el distrito de Châteauroux y cantón de Écueillé.

## Demografía
| 269 | 230 | 190 | 175 | 160 | 121 |
| Para los censos de 1962 a 1999 la población legal corresponde a la población sin duplicidades (Fuente: INSEE [Consultar]) |     |     |     |     |     |